# Spasská věž
Spasská věž (rusky Спа́сская (Фроло́вская) башня) je jednou z dvaceti věží v areálu Moskevského Kremlu. 71 metrů vysoká věž je pojmenovaná podle ikony Krista Spasitele, která je v současnosti umístěna nad hlavním vchodem věže. Věž byla postavena v roce 1491 za vlády Ivana III. podle italského architekta Pietra Antonia Solariho.
Brána věže byla kdysi hlavním vstupem do Kremlu. Hodiny na Spasské věži se objevily mezi lety 1491 a 1585, průměr mají 6 metrů. Během francouzské okupace Moskvy byla věž zničena a obnovena byla v následujícím období.[zdroj?] Na vrcholu věže se nacházel dvouhlavý ruský orel. V roce 1935 ho komunistická moc odstranila a nahradila červenou pěticípou hvězdou. V současnosti je vyvíjeno úsilí o návrat tradičního dvouhlavého ruského orla místo internacionální červené hvězdy. V roce 2010 se nad hlavní vchod vrátila ikona Krista Spasitele Smolenského.